# Nuoto di fondo ai campionati europei di nuoto 2020 - 10 km femminili
La gara dei 10 km in acque libere femminile si è svolta il 13 maggio 2021 presso il Lago Lupa a Budakalász, a nord di Budapest, in Ungheria. Hanno preso parte alla competizione 26 nuotatrici.

## Medaglie
| Posizione | Atleti                | Paese       |
| --------- | --------------------- | ----------- |
| Oro       | Sharon van Rouwendaal | Paesi Bassi |
| Argento   | Anna Olasz            | Ungheria    |
| Bronzo    | Rachele Bruni         | Italia      |

## Risultati
La gara ha avuto inizio alle 10:00 (UTC+1 ora locale).
| Pos.    | Atleta                   | Nazionalità   | Tempo     |
| ------- | ------------------------ | ------------- | --------- |
| Oro     | Sharon van Rouwendaal    | Paesi Bassi   | 1:59:12.7 |
| Argento | Anna Olasz               | Ungheria      | 1:59:13.0 |
| Bronzo  | Rachele Bruni            | Italia        | 1:59:15.1 |
| 4       | Paula Ruiz               | Spagna        | 1:59:15.5 |
| 5       | Giulia Gabbrielleschi    | Italia        | 1:59:16.2 |
| 6       | Angélica André           | Portogallo    | 1:59:18.0 |
| 7       | Ginevra Taddeucci        | Italia        | 1:59:19.1 |
| 8       | Anastasiya Kirpichnikova | Russia        | 1:59:19.3 |
| 9       | Lara Grangeon            | Francia       | 1:59:21.8 |
| 10      | Réka Rohács              | Ungheria      | 1:59:33.2 |
| 11      | Alena Benešová           | Rep. Ceca     | 2:01:05.3 |
| 12      | Ekaterina Sorokina       | Russia        | 2:02:01.3 |
| 13      | Kata Sömenek Onon        | Ungheria      | 2:02:03.9 |
| 14      | Océane Cassignol         | Francia       | 2:02:46.8 |
| 15      | Emily Clarke             | Gran Bretagna | 2:03:24.6 |
| 16      | Lea Boy                  | Germania      | 2:03:49.4 |
| 17      | Johanna Enkner           | Austria       | 2:04:50.9 |
| 18      | Špela Perše              | Slovenia      | 2:05:14.6 |
| 19      | Julie Pleskotová         | Rep. Ceca     | 2:07:35.1 |
| 20      | Eva Fabian               | Israele       | 2:08:37.9 |
| 21      | Lenka Štěrbová           | Rep. Ceca     | 2:10:15.7 |
| 22      | Lærke Toft Ruby          | Danimarca     | 2:11:06.5 |
| 23      | Nefeli Giannopoulou      | Grecia        | 2:11:07.8 |
| dnf     | Valeriia Ermakova        | Russia        | dnf       |
| dnf     | Krystyna Panchishko      | Ucraina       | dnf       |
| dns     | Leonie Beck              | Germania      | dns       |